# Górnicy PL (serial telewizyjny)
Górnicy PL – serial telewizyjny nadawany w Polsce od 18 stycznia 2018 roku  na kanale Discovery Channel. Opowiada o górnikach pracujących w polskich kopalniach.

## Uczestnicy[2]
- Kopalnia węgla kamiennego JSW Ruch Borynia i Budryk
- Kopalnia soli Kłodawa
- Kopalnia miedzi KGHM w Lubinie

## Lista odcinków
| Nr odcinka | Data premiery |
| ---------- | ------------- |
| Pilot      | 06.12.2017    |
| 1          | 18.01.2018    |
| 2          | 25.01.2018    |
| 3          | 01.02.2018    |
| 4          | 08.02.2018    |
| 5          | 15.02.2018    |
| 6          | 22.02.2018    |